# Pinus maximinoi
Pinus maximinoi ist eine Pflanzenart in der Gattung Kiefern (Pinus). Ihr Name ehrt den mexikanischen Botaniker Maximino Martinez (1888–1964). Diese Art ist von Mexiko bis Nicaragua heimisch.

## Merkmale
Pinus maximinoi ist ein Baum, der Wuchshöhen von 20 bis 35 Meter, einen Stammdurchmesser von bis zu 100 cm erreicht und einen geraden Schaft aufweist. Alte Bäume haben waagrechte Äste, die eine dichte, runde Krone bilden. Junge Bäume haben eine offene, pyramidenförmige Krone, die Äste stehen regelmäßig in Wirteln. Die Borke ist bei alten Bäumen graubraun, rau und durch waagrechte und senkrechte Risse in große Platten geteilt. Im oberen Stammbereich ist die Borke glatt und graubraun. Bei jungen Bäumen ist die Borke ebenso glatt und graubraun. Die Zweige sind lang, schlank, biegsam, häufig etwas hängend.
Die Nadelblätter stehen in Bündeln an Kurztrieben zu fünft; die Scheiden sind bleibend, fahlbraun und 12 bis 18 mm lang. Die hängenden Nadelblätter sind sehr schlank und 15 bis 28 cm lang. Der Rand ist fein gesägt. Es sind drei Harzkanäle vorhanden, selten zwei bis vier. Die Hypodermis reicht an manchen Stellen tief ins Chlorenchym. Es gibt zwei aneinandergrenzende, aber selbständige Leitbündel.

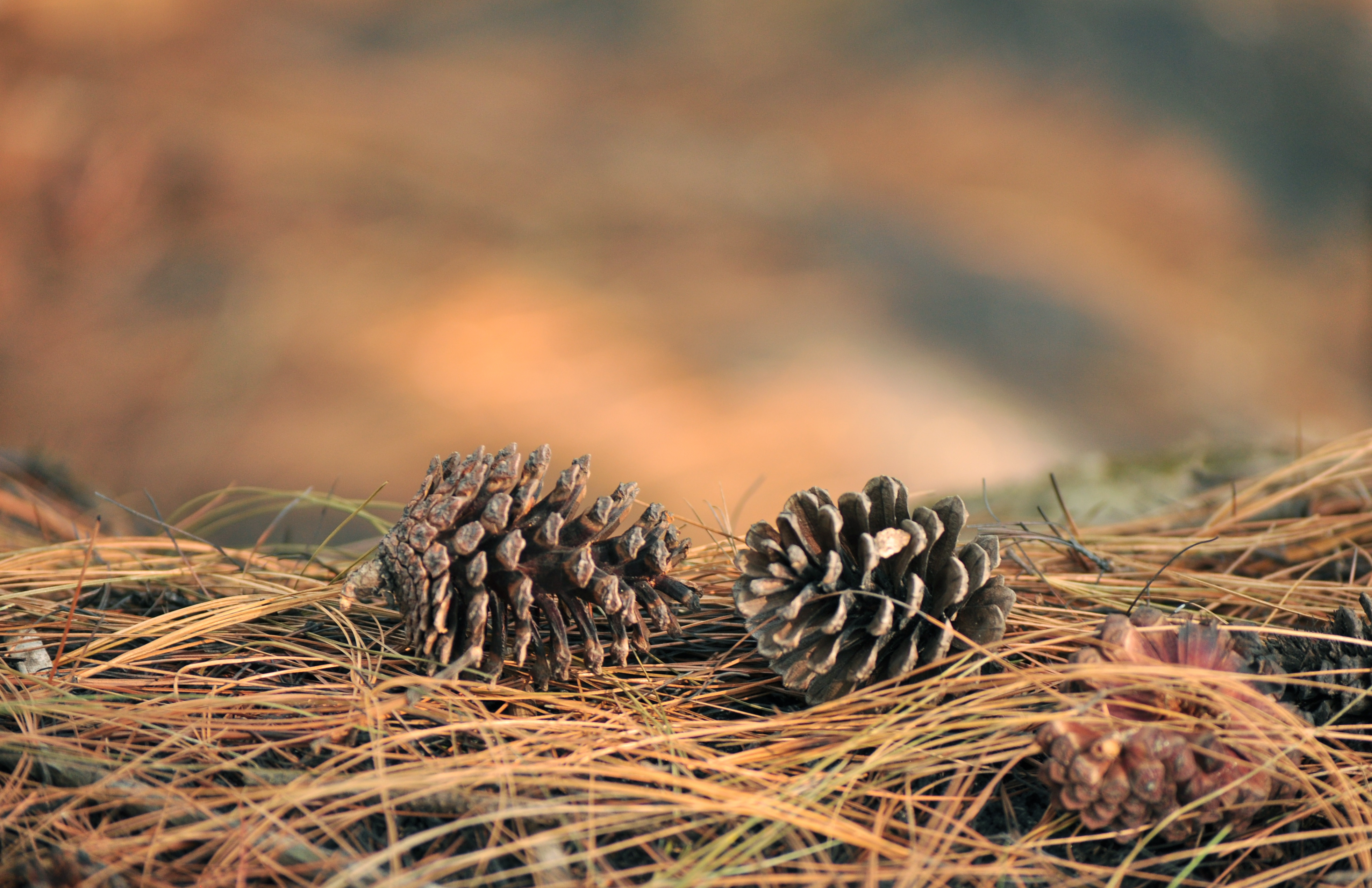
Zapfen

Die männlichen Blüten stehen nahe dem proximalen Ende von neuen Haupttrieben. Sie sind zylindrisch, 30 bis 40 mm lang und 5 bis 8 mm breit, rosa-braun und sind von braunen, subulat-lanzettlichen Brakteen umgeben.
Die weiblichen Blütenzapfen stehen subterminal und sind länglich; die Zapfenschuppen sind dick und endigen in einem kleinen, früh abfallenden Dorn. Sie stehen in Gruppen von 4 bis 5 an einem schuppigen, langen Stiel. Die reifen Zapfen sind rotbraun, lange-eiförmig und asymmetrisch. Sie sind 5 bis 8 cm lang. Sie stehen zu drei oder vier an schlanken, 10 bis 15 mm langen Stielen. Die Reife erfolgt im Winter; die Zapfen öffnen sich zur Reife und fallen bald danach ab, wobei der Stiel am Zapfen bleibt. Die Zapfenschuppen sind dünn und biegsam. Die Apophyse ist flach und leicht quer gekielt, der Umbo ist klein, manchmal leicht erhaben mit einem kleinen, früh abfallenden Dorn.
Die Samen sind klein, 5 bis 7 mm lang und dunkelbraun bis fast schwarz. Der Samenflügel ist 16 bis 20 mm lang und hell gelbbraun. Die Zahl der Keimblätter beträgt meist sieben oder acht (selten sechs).
Das Holz ist eher weich und weich, aber fest. Das Splintholz ist fahl gelbweiß, das Kernholz etwas dunkler. Es wird als Schnittholz genutzt, lokal auch als Feuerholz und zum Hausbau.

## Vorkommen
Pinus maximinoi ist in Mexiko und Mittelamerika recht weit verbreitet. Sie kommt auch in Guatemala, El Salvador, Honduras und im Norden von Nicaragua vor.
Diese Art wächst in Höhenlagen von 600 bis 2400 m, wächst am besten jedoch zwischen 800 und 1500 m. Die besten Standorte sind halb-tropisch mit gut wasserzügigen Böden und jährlichen Niederschlägen von 1000 bis 2000 mm. Sie wächst zusammen mit Pinus pseudostrobus, Pinus douglasiana und anderen Kiefern.

## Systematik
Pinus maximinoi nom. cons. wurde von Harold Emery Moore 1966 in der Zeitschrift „Baileya“ Band 14, Seite 8 korrekt erstbeschrieben. Synonyme sind Pinus tenuifolia Benth. 1842 nom. illeg., Pinus escandoniana Roezl, Pinus hoseriana Roezl und Pinus tzompoliana Roezl.